# Remember the Time
Remember the Time (englisch für „Erinnere dich an die Zeit“) ist ein Song des US-amerikanischen Sängers Michael Jackson, der erstmals am 26. November 1991 auf Jacksons neuntem Studioalbum, Dangerous, veröffentlicht wurde. Der Song wurde am 14. Januar 1992 als zweite Single aus dem Album ausgekoppelt und erreichte die Top-10 in 18 Staaten und in 12 von diesen sogar die Top-5. Der Song ist Jacksons langjähriger Freundin Diana Ross gewidmet. Auf der B-Seite der Single erschien das im Film Moonwalker verwendete Cover Jacksons des Songs Come Together. Dieses Cover ist nur auf der Single in ungekürzter Form zu finden.

## Geschichte
Der Song wurde von Teddy Riley, Michael Jackson und Bernard Belle geschrieben, produziert wurde er von Riley und Jackson. Der Song verbindet musikalisch klassischen Funk und Contemporary R&B mit einem (damals) modernen Beat des New Jack Swing, inklusive der für diesen Stil typischen, sehr perkussiven Drumcomputer-Beats. Riley zufolge bereitete er den verwendeten Elementen mit Produktionen für die Gruppe Guy sowie Bobby Brown. Er verwendete sogar Samples eigener, früherer Produktionen. Laut Riley schrieb Jackson das Lied, als dieser mit Debbie Rowe zusammen war.

## Musikvideo
Ein kurzfilmartiges Musikvideo wurde im Januar 1992 in den Universal Studios in Los Angeles gedreht, dabei fungierte John Singleton als Regisseur, Reid Shane als Produzent und Fatima Robinson als Choreografin. Es ist 9 Minuten und 16 Sekunden lang und spielt im alten Ägypten. Jackson wollte durch den Auftritt von Gastschauspielern besonders die Jugend ansprechen. So spielt Eddie Murphy den Pharao und Iman Abdulmajid dessen Frau. In anderen Rollen erschienen außerdem The Pharcyde und Magic Johnson. Der Pharao versucht sein bestes um seine Frau zu unterhalten. So tritt vor dem Königspaar ein Jongleur und ein Feuerspucker auf, die jedoch beide von der Königin den Löwen zum Fraß vorgeworfen oder geköpft werden. Als dritter Unterhalter erscheint ein mysteriöser Mann im langen schwarzen Gewand, der auf vorher vor sich geworfene Kieselsteine steigt und verschwindet. Daraufhin erscheint aus den Kieselsteinen heraus Jackson in einem goldenen Gewand. Der Pharao befiehlt seinen Soldaten Jackson zu verhaften, nachdem dieser mit seinem Charme offensichtlich versucht hatte, die Königin in seinen Bann zu ziehen. Anschließend muss Jackson fliehen. Auf der Flucht gelingt es ihm später auch die Königin zu küssen. Am Ende des Videos wird Jackson von den Wachen gestellt, aber er verwandelt sich daraufhin wieder in Kieselsteine. Für die scheinbare Verwandlung in Kieselsteine und wieder zurück wird, inspiriert von Film Terminator 2, Morphing eingesetzt.
Doja Cat spielt in ihrem Musikvideo zu dem Song Woman, das auch im alten Ägypten, auf den Morphing-Effekt aus dem Video von Remember the Time an. Lil Nas X verwendete für seinen Auftritt bei den BET Awards 2021 (drei Tage nach Jacksons zwölften Todestag) vom alten Ägypten inspirierte Kostüme. Teilweise tanzte er Tanzschritte aus dem Video von Remember the Time und an einer Stelle wurde ein Teil des Songs sogar gespielt. Am Anfang tauchte wie in dem Video ein schwarz gekleideter Mann auf und die Performance enthielt auch wie das Video einen Kuss.

## Kritiken
Das Billboard Magazine bezeichnete Remember the Time als „ausgesprochen gefühlvolle und ergreifende Vocal Performance“. Die New Jack Swing Grooves würden gut funktionieren und für eine „sofort einprägsame Hook“. Außerdem sagte die Zeitschrift sogar voraus, Remember the Time werde schnell zum Number-1-Hit werden. Der Rolling Stone bezeichnete Remember the Time als eine von Jacksons besten Vocal Performances und sein bester Versuch seine Musik für die Zeit des Hip-Hops zu modernisieren. Außerdem wählte der Rolling Stone den Song auf Platz 15 der besten Michael Jackson Songs.

## Titelliste der Single (Europa)
| 7"-Single – 9:27 1. Remember the Time – 4:00 2. Come Together – 5:27 CD-Single – 20:35 1. Remember the Time – 4:00 2. Remember the Time (Silky Soul 7") – 4:18 3. Remember the Time (New Jack Main Mix) – 6:50 4. Come Together – 5:27 12"-Maxi – 38:47 1. Remember the Time (12" Main Mix) – 4:37 2. Remember the Time (New Jack Mix) – 6:40 3. Remember the Time (New Jack Main Mix) – 6:50 4. Remember the Time (Silky Soul "12 Mix) – 7:03 5. Remember the Time (Silky Soul Dub) – 6:23 6. Remember the Time (E-Smoove’s Late Nite Mix) – 7:14 | CD-Maxi – 47:04 1. Remember The Time – 3:59 2. Remember The Time (Silky Soul 7") 4:18 3. Remember The Time (New Jack Main Mix) 6:50 4. Remember The Time (12" Main Mix) 4:37 5. Remember The Time (New Jack Mix) 6:40 6. Remember The Time (Silky Soul 12" Mix) 7:03 7. Remember The Time (Silky Soul Dub) 6:23 8. Remember The Time (E-Smoove's Late Nite Mix) 7:14 9. Come Together 5:27 |

## Kommerzieller Erfolg

### Chartplatzierungen
Remember the Time erreichte die Top-10 in Portugal (Platz 10) Norwegen (Platz 10), Italien (Platz 10), Deutschland (Platz 8), Schweden (Platz 8), Australien (Platz 6), Frankreich (Platz 5), Griechenland (Platz 5), den Niederlanden (Platz 4), der Schweiz (Platz 4), Dänemark (Platz 4) Irland (Platz 3), den USA (Platz 3), Großbritannien (Platz 3), Belgien (Platz 2; Wallonien), Spanien (Platz 2), Kanada (Platz 2), Belgien (Platz 1; Flandern) und Neuseeland (Platz 1). In den USA erreichte Remember the Time den Spitzenplatz der R&B/Hip-Hop-Charts und der Airplay-Charts (je zwei Wochen). Im Folgenden stieg das Album dort außerdem wieder auf Platz 2. In den europäischen Singlecharts erreichte Remember the Time Platz 3 und hielt sich 16 Wochen in den Top 100.
Remember the Time erreichte in Europa 1992 Rang 17 der Airplay-Jahrescharts und Platz 7 der Airplay-Dance-Jahrescharts.
| ChartsChartplatzierungen           | Höchstplatzierung | Wochen |
| ---------------------------------- | ----------------- | ------ |
| Deutschland (GfK)                  | 8 (24 a Wo.)      | 24 a   |
| Österreich (Ö3)                    | 16 (12 Wo.)       | 12     |
| Schweiz (IFPI)                     | 4 (19 Wo.)        | 19     |
| Vereinigtes Königreich (OCC)       | 3 (11 a Wo.)      | 11 a   |
| Vereinigte Staaten (Billboard)     | 3 (20 Wo.)        | 20     |
| Vereinigte Staaten (Billboard R&B) | 1 (18 Wo.)        | 18     |

| ChartsJahrescharts (1992)            | Platzierung |
| ------------------------------------ | ----------- |
| Deutschland (GfK)                    | 62          |
| Schweiz (IFPI)                       | 31          |
| Vereinigte Staaten (Billboard)       | 19          |
| Vereinigte Staaten (Billboard R&B)   | 18          |
| Vereinigte Staaten (Billboard Dance) | 17          |

### Auszeichnungen für Musikverkäufe
| Land/Region                  | Auszeichnungen für Musikverkäufe (Land/Region, Auszeichnung, Verkäufe) | Verkäufe  |
| ---------------------------- | ---------------------------------------------------------------------- | --------- |
| Australien (ARIA)            | Gold                                                                   | 35.000    |
| Dänemark (IFPI)              | Gold                                                                   | 45.000    |
| Kanada (MC)                  | Platin                                                                 | 80.000    |
| Neuseeland (RMNZ)            | Platin                                                                 | 30.000    |
| Vereinigte Staaten (RIAA)    | 3× Platin                                                              | 3.000.000 |
| Vereinigtes Königreich (BPI) | Gold                                                                   | 400.000   |
| Insgesamt                    | 3× Gold · 5× Platin ·                                                  | 3.590.000 |

Hauptartikel: Michael Jackson/Auszeichnungen für Musikverkäufe

## Visionary – the Video Singles
2006 wurde Remember the Time inklusive des Musikvideos als DualDisc wiederveröffentlicht.
Titelliste – 18:21
1. Remember The Time – 3:59
2. Remember The Time (New Jack Jazz Mix) – 5:05
3. Remember The Time (Video) – 9:17[1]

| ChartsChartplatzierungen     | Höchstplatzierung | Wochen |
| ---------------------------- | ----------------- | ------ |
| Deutschland (GfK)            | 97 (1 Wo.)        | 1      |
| Vereinigtes Königreich (OCC) | 22 (2 Wo.)        | 2      |

## Besetzung
- Komposition – Michael Jackson, Teddy Riley, Bernard Belle
- Executive Producer – Michael Jackson
- Produktion – Michael Jackson, Teddy Riley
- Solo, Background Vocals – Michael Jackson
- Keyboard, Synthesizer – Teddy Riley
- Tontechniker – Bruce Swedien, Teddy Riley
- Mix – Bruce Swedien, Teddy Riley